# Guillaume Canet
Guillaume Canet, född 10 april 1973 i Boulogne-Billancourt i Paris, är en fransk skådespelare, regissör och manusförfattare. 
Guillaume Canet har varit med i filmer som The Beach (2000), Fiendeland: En dag utan krig (2005) och Tillsammans är man mindre ensam (2007). Han har även regisserat och skrivit manus till filmerna Berätta inte för någon (2006) och Små vita lögner (2010).
Mellan 2001 och 2006 var han gift med skådespelaren Diane Kruger och sedan 2007 är han tillsammans med skådespelaren Marion Cotillard, som han har ett barn tillsammans med.

## Filmografi i urval
- 2000 – The Beach
- 2003 – Älska mig om du törs
- 2005 – Fiendeland: En dag utan krig
- 2006 – Berätta inte för någon (manus, regi och roll)
- 2007 – Tillsammans är man mindre ensam
- 2008 – Rivalerna
- 2008 – Blodsband
- 2010 – Små vita lögner (manus och regi)
- 2013 – Jappeloup
- 2023 – Asterix & Obelix: I drakens rike